# Hipparchia statilinus
Hipparchia statilinus е вид пеперуда от семейство Многоцветници (Nymphalidae). Видът не е застрашен от изчезване.

## Разпространение
Разпространен е в Австрия, Албания, Алжир, Босна и Херцеговина, България, Германия, Гърция, Испания, Италия, Мароко, Нидерландия, Полша, Португалия, Северна Македония, Румъния, Словакия, Словения, Сърбия (Косово), Тунис, Турция, Украйна (Крим), Франция, Хърватия, Черна гора, Чехия и Швейцария.

## Описание
Популацията на вида е стабилна.